# Dahlica banatica
Dahlica banatica is een vlinder uit de familie van de zakjesdragers (Psychidae). De wetenschappelijke naam van deze soort is voor het eerst voorgesteld als Solenobia banatica in 1922 door Erich Martin Hering. De spanwijdte bedraagt 10 millimeter.
De soort komt voor in Servië en Roemenië.